# Fausto Bertoglio
Fausto Bertoglio (født 13. januar 1949 i Brescia) er en tidligere italiensk professionel landevejscykelrytter. Højdepunktet i hans karriere, kom da han vandt Giro d'Italia i 1975 med Jolly Ceramica-holdet. Han vandt også 1975 udgaven af Katalonien Rundt.
Han sluttede på en 3. plads ved Giro d'Italia i 1976.